# Gili Lawang
Gili Lawang är en ö i Indonesien.   Den ligger i provinsen Nusa Tenggara Barat, i den sydvästra delen av landet, 1 100 km öster om huvudstaden Jakarta. Arean är 4,3 kvadratkilometer.
Terrängen på Gili Lawang är mycket platt. Öns högsta punkt är 15 meter över havet. Den sträcker sig 3,1 kilometer i nord-sydlig riktning, och 2,9 kilometer i öst-västlig riktning.